# Babak Yousefi
Babak Yousefi, född 30 mars 1984, är en svensk skådespelare.
Yousefi har bland annat medverkat i TV-serien Laxbralla (2018-2023). Han har även medverkat i filmerna Snälla kriminella från 2021 och Håkan Bråkan från 2022.

## Filmografi (i urval)
- 2018–2023 – Laxbralla (TV-serie)
- 2021 – Snälla kriminella
- 2022 – Håkan Bråkan
- 2025 – Håkan Bråkan 003